# Норовкова Антоніна Іванівна
Антоніна Іванівна Норовкова (1916 — ?) — українська радянська діячка, голова колгоспу імені Івана Франка села Павлівка Нововолинського району Волинської області. Герой Соціалістичної Праці (7.03.1960). Кандидат у члени ЦК КПУ в 1960—1961 роках.

## Біографія
Член ВКП(б) з 1940 року.
Працювала робітницею на підприємствах міста Дніпропетровська.
До 1955 року — голова промислової артілі в місті Дніпропетровську.
У 1955—1958 р. — голова колгоспу імені Мануїльського села Павлівка Іваничівського району Волинської області.
З 1958 року — голова об'єднаного колгоспу імені Івана Франка села Павлівка Нововолинського (тепер — Іваничівського) району Волинської області.
Подальша доля невідома.

## Нагороди
- Герой Соціалістичної Праці (7.03.1960)
- орден Леніна (7.03.1960)
- орден Трудового Червоного Прапора (26.02.1958)
- медалі